# Randleman
Randleman es una ciudad ubicada en el condado de Randolph y en el estado estadounidense de Carolina del Norte. La localidad en el año 2000, tenía una población de 3.557 habitantes en una superficie de 9.3 km², con una densidad poblacional de 385.1 personas por km².

## Geografía
Randleman se encuentra ubicada en las coordenadas 35°48′56″N 79°48′16″O / 35.81556, -79.80444. Según la Oficina del Censo, la localidad tiene un área total de 9,3 km² (3,6 mi²), de la cual 9,2 km² (3,6 mi²) es tierra y 0,1 km² (0 mi²) (0.83%) es agua.

### Localidades adyacentes
El siguiente diagrama muestra a las localidades en un radio de 20 kilómetros (12,4 mi) de Randleman.

## Demografía
En el 2000 la renta per cápita promedia del hogar era de $30.572, y el ingreso promedio para una familia era de $35.123. El ingreso per cápita para la localidad era de $14.286. En 2000 los hombres tenían un ingreso per cápita de $27.692 contra $21.806 para las mujeres. Alrededor del 11.20% de la población estaba bajo el umbral de pobreza nacional.